# Letitia Cross
Letitia Cross (Dorking, 1682 – Londra, 4 aprile 1737) è stata un'attrice teatrale e cantante inglese.
La sua première avvenne al Theatre Royal Drury Lane, ma divenne nota in particolare per essere stata l'amante dello zar Pietro I di Russia durante la sua permanenza in Inghilterra nel 1698 in occasione della sua Grande Ambasciata in Europa occidentale.

## Biografia
Letitia Cross nacque a Dorking nel 1682, venendo battezzata nella parrocchia locale. Venne trasportata nel mondo del teatro per merito di sua madre e dei suoi nonni, Leonard e Ann Cross.
Nel 1694, ancora bambina, divenne membro della compagnia teatrale del Theatre Royal Drury Lane di Londra che all'epoca includeva anche attori del calibro di Thomas Betterton. La giovane Letitia cantò canzoni di Henry Purcell quando questi era ancora in vita e prese parte alla sua semi-opera La regina indiana dopo la sua morte. Cantò in Il finto matrimonio, Le sorelle rivali ed in una versione de La tempesta musicata da John Dryden.
Cantò in diverse altre produzioni e nel 1696 apparve in The Relapse di John Vanbrugh.
Dal 1697 al 1698, quando Pietro il Grande di Russia si imbarcò nella sua Grande Ambasciata si portò anche a Londra e la Cross divenne la sua amante. Ricevette in dono alla fine della loro storia la somma di 500 sterline per quanto lei ebbe a dichiarare di aspettarsi di più, ma lo zar le replicò di essere stata oltremodo pagata. Sul finire del 1698 si portò in Francia con un "certo baronetto".
Nel 1705 il compositore Thomas Clayton aprì la stagione teatrale con la sua Arsinoe, la prima opera inglese progettata "in stile italiano". Cross che di recente era tornata in Inghilterra, fu tra gli attori principali che presero parte alla rappresentazione. Il mese successivo prese parte a Florimel ed a The Tender Husband in aprile. Nel 1706 sposò Peter Weir ma questi partì come soldato per le Fiandre e venne ucciso poco dopo. Cross rivestì diversi ruoli come quello di Miranda nella brillante commedia The Busy Body di Susanna Centlivre nel 1709 che rimase in teatro per 13 sere di seguito. L'anno successivo il Drury Lane Theatre passò, dopo diversi disaccordi, sotto la direzione di Robert Wilks, Colley Cibber e Thomas Doggett i quali rifiutarono alla Cross il contratto di cinque anni che aveva firmato appena l'anno precedente col loro predecessore. I manager cambiarono la loro opinione quando 73 degli ammiratori dell'attrice firmarono una petizione in suo supporto.
La Cross rimase sul palcoscenico sino al 1732, morendo nella sua casa di Leicester Fields a Londra il 4 aprile 1737 lasciano i suoi beni al Lincoln's Inn Fields theatre e diversi anelli da lutto. Dopo la sua morte, lo stampatore John Smith pubblicò una serie di opere tratte da un ritratto che gli fece sir Godfrey Kneller nelle vesti di Santa Caterina d'Alessandria.